# Mike Jeffery
Pour les articles homonymes, voir Jeffery.
Michael Jeffery est un officier des Forces armées canadiennes. Il est le chef d'état-major de l'Armée canadienne d'août 2000 à mai 2003. En 2000, il est nommé commandeur de l'Ordre du mérite militaire.